# Ozanimod
Ozanimod ist ein Arzneistoff aus der Gruppe der Immunmodulatoren, der in Europa, den USA und Australien zur oralen Behandlung der multiplen Sklerose (MS) sowie Colitis ulcerosa eingesetzt wird.

## Therapeutische Verwendung
Ozanimod wird in den USA und Australien zur Behandlung des klinisch-isolierten Syndroms (CIS), der relapsing-remitting Multiplen Sklerose (RRMS) sowie der sekundär-progredienten Multiplen Sklerose eingesetzt. In der EU ist Ozanimod zur Therapie der RRMS zugelassen.
Daneben kann das Medikament bei Colitis ulcerosa eingesetzt werden.

### Unerwünschte Wirkungen
Zu den häufigsten Nebenwirkungen gehören Infektionen der oberen Atemwege, Transaminasenanstieg, Orthostatische Hypotension, Harnwegsinfekte, Rückenschmerzen sowie Bluthochdruck. Insbesondere aufgrund des Risikos einer allgemein erhöhten Infektanfälligkeit sind eine Blutbildkontrolle vor Beginn der Therapie sowie ein Infekt-Monitoring während der Therapie indiziert. Die vollständigen Angaben zu Nebenwirkungen, Interaktionen und Vorsichtsmaßnahmen finden sich in der Arzneimittel-Fachinformation.

## Chemie
Ozanimod besitzt ein 1,2,4-Oxadiazol als zentrales Strukturelement. Dieser Heterozyklus ist mit einem Isopropoxybenzonitril und mit einem Aminoinden substituiert. Da diese Aminoinden-Teilstruktur ein chirales Zentrum besitzt, ist die Synthese des enantiomerenreinen Bausteins ein Objekt der Forschung. Die erste Synthese geht vom 1-Indanon-Derivat aus und nutzt dabei mit tert-Butylsulfinamid ein chirales Auxiliar für eine reduktive Aminierung. Um den Einsatz eines Auxiliars zu vermeiden, wurden enantioselektiv arbeitende Transaminase und kinetische Racematspaltung durch eine Lipase erfolgreich eingesetzt.

## Wirkmechanismus
Ozanimod wirkt ähnlich wie Fingolimod, Siponimod und Ponesimod durch Bindung an den für die Lymphozyten-Migration erforderlichen Sphingosin-1-phosphat-Rezeptor (S1P-Rezeptor). Hierdurch wird vermutlich verhindert, dass Lymphozyten die Lymphknoten verlassen und autoreaktiv agieren können.